# Oklahoma Jim
Oklahoma Jim (französischer Originaltitel: Oklahoma Jim) ist ein Comic-Band aus der Lucky-Kid-Comicreihe. Der Band wurde von Morris gezeichnet und erschien erstmals 1997. Texter waren Pearce und Jean Léturgie.
Im Band wehrt sich der junge Lucky Luke gegen Schulbildung und lernt die Daltons, seine späteren Erzfeinde, kennen.

## Handlung
Der junge Lucky Luke trifft mit seinem Begleiter „Old Timer“ in der Westernstadt Mushroom City ein, in der sie Vergnügen suchen. Die Freude darauf währt bei Kid allerdings nur sehr kurz, denn während Old Timer sich direkt zum Saloon begeben will, soll er die Schule besuchen. Obwohl er sich mit Händen und Füßen dagegen wehrt, muss er als zunächst einziger Schüler auf der Schulbank Platz nehmen. Die anderen Kinder im Städtchen machen sich darüber lustig, was aber wider Erwarten dazu führt, dass Kid Lucky sie ebenfalls zum Unterricht verdonnert und dafür sogar noch Fleißkärtchen bekommt! Weitere Kärtchen sind ihm – der nun als Streber abgestempelt wird – versprochen, wenn er die letzten vier Kinder im Dorf auch noch zum Unterricht „übereden“ kann.
Diese vier Jungs sind jedoch die jungen Daltons, die am liebsten mit Revolvern üben und Lucky gleich mal mit einer Salve Kugeln begrüßen. Zum Glück schießen sie aber miserabel und landen so auch auf der Schulbank. Währenddessen versucht sich Old Timer mit Pokerspiel, gewinnt aber nur Teer und Federn, denn er spielt falsch.
Am nächsten Tag taucht in der Schule ein junger Mann auf, der sich „Oklahoma Jim“ nennt und offensichtlich ziemlich gut mit den Schießeisen umgehen kann, womit er die Jungs in seinen Bann ziehen kann. Bald fällt aber auf, dass dieser hilfsbereite Jüngling steckbrieflich gesucht wird. Daraufhin setzt er seinen fiesen Plan sofort um und lässt die Kinder für ihn die Bank überfallen. Während die Daltons verduften und Kid gefangen genommen wird, sucht Jim mit der Beute und der Lehrerin als Geisel das Weite. Dabei wird auch Old Timers „Glücksnugget“ geklaut, woraufhin er Runde um Runde im Pokern gewinnt.
Während die Sheriffs des Städtchens Kid sofort aufhängen wollen, taucht ein alter Mann auf, der sich als US-Marshall zu erkennen gibt und Luke mitnimmt. Er ist auf der Suche nach Oklahoma Jim, der nun schon die dritte Bank mit dieser Masche überfallen hat. Im Laufe der anschließenden Verfolgung quer durch die Wüste wird bald klar, dass zwischen dem Marshall und Jim eine persönliche Fehde besteht, denn der Marshall ist Jims Vater.
Schließlich kommt es zum Showdown zwischen Vater und Sohn. Kid versucht, das Duell zu verhindern, wird dabei aber fast selber erschossen. Völlig unerwartet tauchen auch noch die Daltons auf, und Joe erschießt mehr aus Zufall Oklahoma Jim, zumindest vermeintlich. Als sie dann den Marshall und Kid erledigen wollen, reagiert Luke blitzschnell und schaltet die Daltons und auch den „auferstandenen“ Jim mit seiner Schleuder aus.
Oklahoma Jim wandert ins Gefängnis und die vier Daltons erhalten eine Abreibung. Old Timer, der sein "Glücksnugget" wieder hat, verliert sein ganzen Vermögen. Die Lehrerin, Miss Zee, entwickelte Gefühle für Jim, so dass sie ihn zum Schluss aus dem Gefängnis befreit. Doch glücklich, so der Abspann, soll sie mit einem anderen Westernhelden geworden sein, nämlich mit Jesse James.

## Anmerkungen

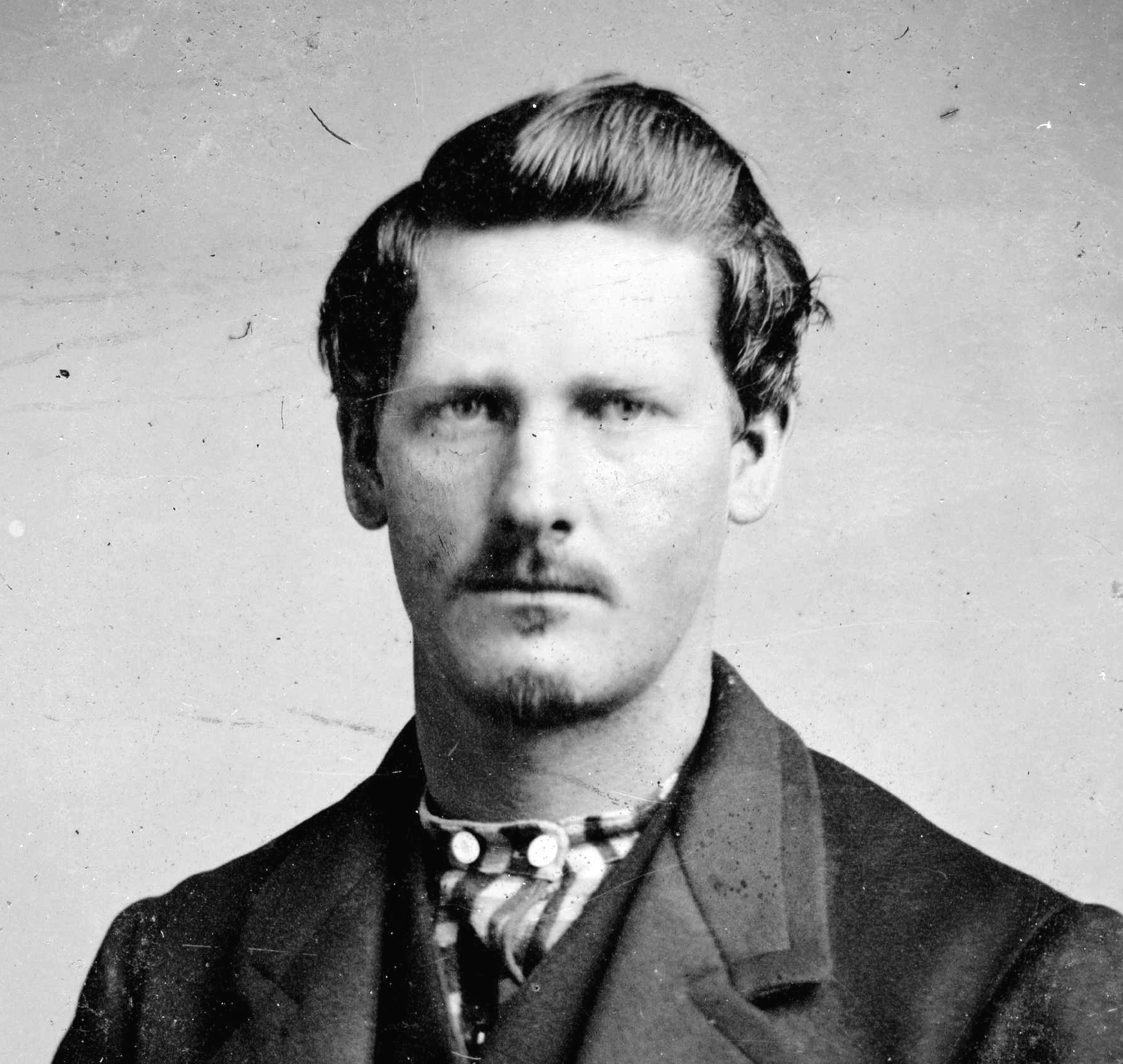
Wyatt Earp war zwar an der berühmten Schießerei am O. K. Corral 1881 beteiligt, gestorben ist er aber sehr viel später an einer Krankheit.

## Veröffentlichung
Das Album sollte 1997 erscheinen. Doch bei der ersten Auflage fanden sich statt des Pseudonyms Pearce auf der Titelseite die Namen Yann und Conrad, die diese eigentlich geheim halten wollten. Daraufhin kam es zu einem Konflikt zwischen den Autoren und dem Verlag. Der Verlag verschenkte die gedruckte Auflage als Beilage zu anderen Bänden der Reihe, was den Konflikt weiter verschärfte und in einem Gerichtsverfahren endete.
Der Konflikt führte dazu, dass Morris das Experiment mit Lucky Kid einstellte. Weitere Bände mit dem jungen Lucky Luke erschienen erst nach dessen Tod unter der Ägide von Achdé.